# Fuerzas Armadas Nacionales Jemeres
Las Fuerzas Armadas Nacionales Jemeres (FANJ) (en jemer: កងកម្លាំងប្រដាប់អាវុធជាតិខ្មែរ) fueron las fuerzas armadas combinadas de la República Jemer, un estado nacionalista y militarista de corta duración, que existió entre los años 1970 y 1975, en el país asiático actualmente conocido como Reino de Camboya.

## Historia
Las FANJ fueron las sucesoras de las Fuerzas Armadas Reales Jemeres (FARJ) que habían sido responsables de la defensa del Reino de Camboya (1953-1970), desde su independencia del Imperio colonial francés en 1953, hasta la proclamación de la República Jemer en 1970. Las FANJ eran la continuación de las antiguas fuerzas armadas reales bajo un nuevo nombre, las FANJ desempeñaron un papel importante en la guerra civil camboyana, papel que se intensificó tras el derrocamiento como jefe de Estado del Príncipe Norodom Sihanouk por un golpe de Estado en marzo de 1970, orquestado por su propio Primer ministro, el Mariscal de campo Lon Nol y su primo Sirik Matak. Aunque las fuerzas armadas del Reino habían estado involucradas desde abril de 1967 en la represión de la rebelión del Partido Comunista de Kampuchea, liderada por el dictador y genocida Saloth Sar (más conocido como Pol Pot), hasta el derrocamiento de Sihanouk, se consideraba que tenían el respaldo mayoritario de la sociedad camboyana, ya que el Príncipe era considerado como un símbolo nacional del Pueblo jemer.